# Глинная (приток Норини)
Глинная — правый приток реки Норинь, протекающий по Коростенскому (бывшему Овручскому) району Житомирской области.

## География
Берёт начало с озера в лесу, что западнее села Листвин. Река течёт на северо-восток. Впадает в Норинь в селе Листвин.
Пойма занята лесами (доминирование дуба и сосны).
Населённые пункты на реке (от истока к устью):
1. Листвин